# Folklore belge
Le folklore belge englobe les fables, les croyances populaires, les contes de fées, les légendes gauloises, franques, normandes et celles de tous les autres peuples vivant en Belgique.

## Légendes et littérature traditionnelles
- La Légende d'Ulenspiegel avec Till l'espiègle et Lamme Goedzak
- Plusieurs récits autour du cheval Bayard dont la chanson des Quatre fils Aymon
- Gillion de Trazegnies
- Certains récits du Roman de Renart
- Le Pot de Olen

## Créatures et personnages légendaires
- La Macrale, les heksen flamandes ou sorcières[1]
- Les Géants de Belgique et du Nord de la France dont Ros Beiaard

### En Wallonie:

#### Dans le Hainaut
- Les anges de Mons
- Le Doudou[2]
- Le Dragon de Wasmes et Gilles de Chin
- Louve (La Louvière)

#### En Ardenne
- Le Cheval-fée Bayard[3],[4], Oriande, Maugis et les Quatre Fils Aymon dont Renaud de Montauban.
- Berthe de La Roche
- Berger de Mousny
- La Colôrobètch[5]
- Le Mahwot/Mahwot’/Mawhot’[6]

- La Trécouche/traîcousse[7]

- Les lutins et autres esprits malicieux : Nuton, Sottai ou Massotais[8],[9],[10], Annequin, Pie-Pie-Van-Van

#### Dans le namurois
- Mazarak[11]

- La Limotche[12]

#### En région liégeoise
- Bête de Staneux[13]
- Le Verbouc[14],[15]
- Le diable de Hermée[16]
- La Fée de la Lienne[17]
- La Gatte/Chèvre d’Or[17]
- Tchantchès & Nanesse

### A Bruxelles:
- MannekenPis et JeannekePis

### En Flandre:
- Le Kludde/Kleudde/Kleure[18],[19]
- Les lutins Kabouter

#### Dans les Flandres des Polders et des ports marchands de Bruges et de Gand
- Le Roeschaard[20]
- L'Osschaert/Osschaard[21]
- Dulle Griet
- Pierlala ou Pierke Pierlala
- Maître Ghybe

#### Autour d'Anvers
- Lange wapper[22]
- Opsinjoorke
- Les Vieux Yeux Rouges/ La Bête des Flandres

#### Dans le Brabant
- Pierre Colon
- Genevieve de Brabant
- Les sorcières-chats de la danse des chats à Louvain[23]

#### Dans le Limbourg
- Les Bokkenrijders
- Le loup-garou : Henry Gardinn

## Manifestations traditionnelles
- Kattenstoet à Ypres
- Paapsmijten en Campine
- La plantation du Meyboom
- Zinneke Parade
- Procession du Saint-Sang
- Rituel des classes d'âge de Louvain

- La ducasse d'Ath

- La ducasse de Mons, le Lumeçon
- Les feux de Saint Jean à Mons[24]
- Cortège historique de la Marsaude, samedi du 1er we octobre suivi de la ducasse Saint Remy Dampremy-Charleroi.
- Le combat des échasseurs namurois lors des fêtes de Wallonie
- La Journée du folklore à Namur, chaque troisième samedi d'avril
- Fête de la Saint-Hubert
- Les fêtes du 15 août en Outremeuse à Liège
- Le folklore étudiant en Belgique
- Le Sabbat des Sorcières d'Ellezelles

### Carnavals

#### Jours gras
- Le Pat’Carnaval de Bastogne[25]
- Le carnaval de Binche[26]
- Le carnaval de La Calamine[27],[25]
- Le carnaval de Marche-en-Famenne[25]
- Les carnavals dans les cantons de l'est dont Eupen, Cwarmê carnaval de Malmedy[25]

- Les carnavals de la Vallée du Viroin[25]

#### Hors jours gras
- Les carnavals de la région du Centre[25] dont celui de La Louvière[25], Morlanwelz , Leval, Waudrez
- Le Laetare de Fosses-la-Ville avec les Chinels
- Le Carnaval de Tilff[25]
- Le Laetare de Stavelot[25]
- Le Laetare de Tournai[25]
- Le Laetare d'Andenne[25]
- Le Laetare d'Hélécine[25]

### Les Ommegangs
Pour un article plus général, voir ommegang.
- L'Ommegang d'Appels
- L'Ommegang de Bruxelles
- L'Ommegang de Lierre
- L'Ommegang de Malines
- L'Ommegang de Termonde

### Les marches de l'Entre-Sambre-et-Meuse[28]
Quinze marches sont reprises sur la liste du patrimoine oral et immatériel de l'humanité
- La marche Sainte-Anne à Silenrieux
- La marche Saint-Éloi à Laneffe
- La marche septennale de Saint-Feuillen à Fosses-la-Ville
- La marche Saint-Fiacre de Tarcienne
- La Tour de la Madeleine à Jumet
- La marche Saint-Pierre de Morialmé
- La marche Saint-Pierre de Biesmerée
- La marche Saint-Pierre à Villers-Deux-Églises
- La marche Saints-Pierre-et-Paul de Florennes
- La marche Saints-Pierre-et-Paul à Thy-le-Château
- La marche Saint-Roch de Thuin
- La marche Saint-Roch et Saint-Frégo à Acoz
- La marche Saint-Roch de Ham-sur-Heure
- La marche Sainte-Rolende à Gerpinnes
- La Marche de la Trinité de Walcourt

## Musique traditionnelle
- Folknam Musique Trad est l'association namuroise de musique traditionnelle

## Pratiques traditionnelles
- Les arbres à clous[29] dont le Clawé fawe
- Les arbres à loques

## Articles  connexes
- Macrale
- Chinels
- Carnaval de Binche
- Carnaval de Malmedy
- Carnaval de Tilff
- Laetare de Stavelot
- Liste du patrimoine culturel immatériel de l'humanité en Belgique
- Culture de la Belgique
- Chefs-d'œuvre du Patrimoine oral et immatériel de la Fédération Wallonie-Bruxelles
- Inventaire du patrimoine culturel immatériel de la Région de Bruxelles-Capitale
- Traditions de Wallonie
- Musée de la Vie Wallonne
- Musée international du carnaval et du masque